# Barbara Jones
Barbara Pearl Jones-Slater (Chicago, 26 marzo 1937) è un'ex velocista statunitense, campionessa olimpica della staffetta 4×100 metri ai Giochi di Helsinki 1952 e Roma 1960.

## Palmarès
| Anno | Manifestazione      | Sede              | Evento      | Risultato  | Prestazione | Note            |
| ---- | ------------------- | ----------------- | ----------- | ---------- | ----------- | --------------- |
| 1952 | Giochi olimpici     | Helsinki          | 4×100 m     | Oro        | 45"9        | Record mondiale |
| 1955 | Giochi panamericani | Città del Messico | 100 m piani | Oro        | 11"90       |                 |
| 1955 | Giochi panamericani | Città del Messico | 4×100 m     | Oro        | 47"12       |                 |
| 1959 | Giochi panamericani | Chicago           | 60 m piani  | Argento    | 7"4         |                 |
| 1959 | Giochi panamericani | Chicago           | 4×100 m     | Oro        | 46"4        |                 |
| 1960 | Giochi olimpici     | Roma              | 100 m piani | Semifinale | 11"7        |                 |
| 1960 | Giochi olimpici     | Roma              | 4×100 m     | Oro        | 44"5        |                 |